# Bad Company (álbum)
Bad Company é o álbum de estreia da banda homónima, lançado a 15 de Junho de 1974.
| Críticas profissionais                                                      | Críticas profissionais |
| Avaliações da crítica                                                       | Avaliações da crítica  |
| Fonte                                                                       | Avaliação              |
| --------------------------------------------------------------------------- | ---------------------- |
| allmusic                                                                    | [ 1 ]                  |
| Rolling Stone                                                               | (Favorável)            |
| Esta tabela precisa de ser acompanhada por texto em prosa. Consulte o guia. |                        |

## Faixas

### Lado 1
- "Can't Get Enough" (Mick Ralphs) - 4:16
- "Rock Steady" (Paul Rodgers) - 3:46
- "Ready for Love" (Mick Ralphs) - 5:01
- "Don't Let Me Down" (Paul Rodgers/Mick Ralphs) - 4:22

### Lado 2
- "Bad Company" (Paul Rodgers/Simon Kirke) - 4:50
- "The Way I Choose" (Paul Rodgers) - 5:05
- "Movin' On" (Mick Ralphs) - 3:21
- "Seagull" (Paul Rodgers/Mick Ralphs) - 4:06